# 海上核材料运输民事责任公约
海上核材料运输民事责任公约（英語：Convention relating to Civil Liability in the Field of Maritime Carriage of Nuclear Material）是1971年国际海事组织（时称政府间海事咨询组织）制订的国际公约。公约于比利时布鲁塞尔通过，于1975年7月15日生效，保存人是国际海事组织秘书长。

## 背景
各缔约国考虑到《核能领域中第三方责任的巴黎公约》及其1964年补充议定书，和《关于核损害民事责任的维也纳公约》的相关规定；希望确保海上核材料运输过程中引起的核事故所造成的损害仅由核装置经营人负责，达成协议，制订该公约。

## 内容
公约主要规定如果核设施经营人根据巴黎公约或维也纳公约对事故造成的损害负责，则该损害的其他责任方可免除责任。